# 레스 퍼디낸드
레스 퍼디낸드(Les Ferdinand, MBE, 1966년 12월 8일 ~ )는 잉글랜드의 전 축구 선수이다.
선수 시절 퀸즈 파크 레인저스, 뉴캐슬 유나이티드, 토트넘 홋스퍼 등에서 활동했으며 잉글랜드 축구 국가대표팀의 일원으로서 유로 1996, 프랑스 월드컵에 참가하였다.
그는 축구 선수로 활동했던 리오 퍼디난드와 안톤 퍼디난드의 사촌이다. 그의 아들인 에런 역시 이스미언 리그의 해로 보로에서 축구 선수로 활동 중이다.
기사작위와는 관계없이 '레스 경(Sir Les)'이라는 별명으로 불리기도 한다.

## 수상 경력

### 클럽
베식타시 JK
- 터키 컵: 1989
- TSYD 컵: 1989

토트넘 홋스퍼
- 풋볼 리그 컵: 1999

### 개인
- PFA 선수들이 뽑은 올해의 선수: 1995-96
- PFA 올해의 팀: 1995-96
- 대영 제국 훈장 5등급(MBE): 2005